# Piece of Mind
Piece of Mind — четвёртый студийный альбом британской хеви-метал-группы «Iron Maiden». Изначально был издан в США в 1983 году на лейбле EMI и Capitol, позже был переиздан на Sanctuary/Columbia Records. Альбом стал первой студийной записью, на которой появился новый барабанщик группы Нико МакБрэйн.

## История
В декабре 1982 года барабанщик Клайв Барр покидает группу из-за проблем с личной жизнью и гастрольным графиком, и его заменил Нико МакБрейн, ранее игравший в группе Trust (англ. Trust (French band)), а также у Пэта Трэверса (англ. Pat Travers) и Streetwalkers (англ. Streetwalkers). Вскоре после этого группа отправилась на Джерси для сочинения песен, заняв отель Le Chalet (так как в нем не было сезона) и репетируя в его ресторане. В феврале группа впервые отправилась на Багамы, чтобы записать альбом в студии Compass Point в Нассау. Запись была завершена в марте, а альбом был сведён в Electric Lady Studios в Нью-Йорке.
Это первый из четырех альбомов Iron Maiden, которые не были названы в честь песни, звучащей в самом альбоме (хотя в тексте песни "Still Life" есть выражение "peace of mind"). Изначально рабочим названием релиза было "Пища для размышлений" (с англ. "Food for Thought"), но после того, как группа решила, что Эдди будет лоботомирован на обложке, пока группа придумала название "Piece of Mind" в пабе в Джерси на этапе написания альбома.

## Композиции
Тексты песен альбома отражают увлечения музыкантов группы книгами и кинофильмами. Песня «To Tame a Land» основана на романе Френка Герберта «Дюна». Первоначально композицию планировалось назвать «Dune», но агенты Герберта ответили, что Герберт не любит тяжелые рок-группы, как Iron Maiden, поэтому группа была вынуждена изменить название. «The Trooper» отсылает к «Атаке лёгкой бригады» Альфреда Теннисона. «Still Life» основана на рассказе Рэмси Кэмпбелла «The Inhabitant of the Lake». «Quest for Fire» посвящена одноимённому фильму.

### Тайное послание
Песня «Still Life» содержит фрагмент текста, записанный задом наперёд, гласящий: «Что сказал монстр с тремя головами? Не вмешивайся в то, чего не понимаешь». Это шутка и намеренный выпад против критиков, которые обвиняли Iron Maiden в том, что они сатанисты.

## Турне
Британский этап тура World Piece Tour начался 2 мая в Халл Сити Холле. Последующие этапы были проведены в Европе, США, затем второй европейский этап, а завершился 18 декабря телевизионным выступлением в Вестфалленхалене в Дортмунде. Всего за время тура было проведено 139 концертов. Тур поддерживали Grand Prix в Великобритании, Rock Goddess во время первого европейского этапа, Saxon, Fastway, Coney Hatch, Quiet Riot и Axe (англ. Axe (band)) в США, и Michael Schenker Group во время второго европейского этапа. Местная нидерландская группа Даника Вандейла также поддержала группу во время концерта в Керкраде.

## Участники записи
- Брюс Дикинсон — вокал
- Стив Харрис — бас-гитара, бэк-вокал
- Эдриан Смит — гитара, бэк-вокал
- Дэйв Мюррей — гитара
- Нико Макбрэйн — ударные

## Список композиций
| # | Оригинальное название  | Музыка / Слова                          | Время |
| - | ---------------------- | --------------------------------------- | ----- |
| 1 | Where Eagles Dare      | Стив Харрис                             | 6:12  |
| 2 | Revelations            | Брюс Дикинсон                           | 6:48  |
| 3 | Flight of Icarus       | Брюс Дикинсон, Эдриан Смит              | 3:51  |
| 4 | Die with Your Boots On | Брюс Дикинсон, Эдриан Смит, Стив Харрис | 5:26  |
| 5 | The Trooper            | Стив Харрис                             | 4:11  |
| 6 | Still Life             | Дэйв Мюррей, Стив Харрис                | 4:53  |
| 7 | Quest for Fire         | Стив Харрис                             | 3:42  |
| 8 | Sun and Steel          | Брюс Дикинсон, Эдриан Смит              | 3:27  |
| 9 | To Tame a Land         | Стив Харрис                             | 7:25  |

### Бонус-треки на переиздании 1995 года
1. «I've Got the Fire» (Montrose кавер)
2. «Cross-Eyed Mary» (Jethro Tull кавер)